# Patrick André
Pour les articles homonymes, voir André.
Patrick André (né le 26 novembre 1959 à Pabu) est un coureur cycliste français, professionnel en 1984.

## Biographie
En 1983, Patrick André devient champion de France du contre-la-montre par équipes, avec le comité de Bretagne. Il s'impose également sur Paris-Connerré. Après ses bons résultats, il évolue au niveau professionnel en 1984 au sein de l'équipe Système U,. Son seul résultat notable une sixième place au Trophée des grimpeurs. 
Après sa carrière cycliste, il devient boucher-charcutier bio à Pedernec.

## Palmarès
- 1982
  - 3e des Trois Jours des Mauges
- 1983
  -  Champion de France du contre-la-montre par équipes
  - Tour du Haut-Languedoc :
    - Classement général
    - 2e étape

  - Paris-Connerré
  - 3e du Tour d'Ille-et-Vilaine